# Giro dell'Umbria 1912
Il Giro dell'Umbria 1912, terza edizione della corsa, si svolse l'8 settembre 1912 su un percorso di 264 km, con partenza e arrivo a Perugia, in Italia. La vittoria fu appannaggio dell'italiano Giuseppe Bonfanti, che completò il percorso in 10h30'00", alla media di 25,143 km/h, precedendo i connazionali Luigi Lucotti e Giovanni Bassi.
Sul traguardo di Perugia 19 ciclisti portarono a termine la competizione. 

## Ordine d'arrivo (Top 10)
| Pos. | Corridore          | Squadra | Tempo     |
| ---- | ------------------ | ------- | --------- |
| 1    | Giuseppe Bonfanti  | -       | 10h30'00" |
| 2    | Luigi Lucotti      | -       | a 2"      |
| 3    | Giovanni Bassi     | -       | ?         |
| 4    | Umberto Ripamonti  | -       | ?         |
| 5    | Pompeo Ricci       | -       | ?         |
| 6    | Augusto Giuliani   | -       | ?         |
| 7    | Adelio Angeloni    | -       | ?         |
| 8    | Amedeo Persichetti | -       | ?         |
| 9    | Giosué Lombardi    | -       | ?         |
| 10   | Carlo Mazzocchi    | -       | ?         |